# Sklavenaufstand
Ein Sklavenaufstand ist eine gewaltsame Erhebung von Sklaven. Sklavenaufstände fanden beinahe in jeder Gesellschaft, in der Sklaverei vorkam, statt und wurden in der Regel blutig niedergeschlagen. Bekannte historische Sklavenaufstände waren zum Beispiel der Spartacus-Aufstand im Römischen Reich, der Aufstand der Zandsch im Irak des 9. Jahrhunderts, die Haitianische Revolution unter François-Dominique Toussaint L’Ouverture und die Aufstände von Denmark Vesey und Madison Washington in den USA.

## Antike
Neben der Einzel- oder Massenflucht von Sklaven, der individuellen oder kollektiven Arbeitssabotage, den Attentaten auf Sklavenhalter und der Vernichtung ihres Eigentums kam es im antiken Griechenland und in Rom auch zu regelrechten Sklavenaufständen. Beispiele sind die Erhebung in Argos (494 v. Chr.), die Aufstände der Heloten in Sparta, die beiden Aufstände in Sizilien (136–132 v. Chr. und 104–101 v. Chr.), der Aufstand des Aristonikos in Pergamon (132–129 v. Chr.) sowie derjenige des Saumakos im Bosporanischen Reich (108/107 v. Chr.). Der bis heute bekannteste Sklavenaufstand fand im Römischen Reich in den Jahren 74–71 v. Chr. unter Spartacus statt. Dieser entfloh mit 78 anderen Gladiatoren und befreite Massen von Landsklaven. Der Aufstand wurde erst im Jahr 71 v. Chr. niedergeschlagen. Siehe auch: Sklavenaufstände im Römischen Reich.

## Mittelalter
Im Irak rebellierten im Jahr 869 schwarze Sklaven, die dort in der Gegend um Basra die Bevölkerungsmehrheit stellten. Der Aufstand der Zandsch wurde erst im Jahr 883 niedergeschlagen.

## Neuzeit

### Südamerika und die Karibik
In Südamerika in der Karibik rebellierten Sklaven ebenfalls sehr oft. Beispiele:
- 1570 bei Veracruz, Mexiko. Sklaven entkamen ins Hochland und bildeten dort eine freie Siedlung.
- 16. Jahrhundert, Panama. Kurz nach, aber auch schon während der Überfahrt rebellierten sehr viele Sklaven und schlossen sich Maroons an. Sie bildeten autonome Gruppen im Regenwald und überfielen von dort aus weiße Siedler. Vereinzelt hatten sie Kontakt zu Indianern wie zu den Kuna und den Guaymí. Der größte Sklavenaufstand in Panama fand in den 1550er Jahren unter dem Anführer Bayano statt (Bayano-Kriege).
- um 1600, Palmares, Brasilien. Sklaven entkamen, gründeten eine eigene Siedlung und konnten sich dort lange gegen die Angriffe niederländischer und portugiesischer Truppen halten. Ab 1670 überfielen sie selbst weiße Kolonialisten, um deren Sklaven zu befreien. 1694 schließlich wurde die Siedlung von den Portugiesen erobert und die Bewohner wurden erneut versklavt.
- 1760, Jamaika. Aufstand der Coromantee, genannt Tacky’s Rebellion. Eine Gruppe Maroons unter der Führung von Tacky, der vor seiner Verschleppung aus Afrika Stammeshäuptling gewesen war, drang in der Nacht vor Ostermontag in den Hafen von Port Maria ein und erbeutete Musketen, Schießpulver und Kugeln. Als der Tag anbrach, hatten sich schon Hunderte angeschlossen. Sie zogen ins Landesinnere, zerstörten eine verhasste Plantage nach der anderen und töteten die Besitzer. Die Engländer schickten ihnen allerdings zwei komplette Kompanien nach, und am Ende wurde Tacky von hinten erschossen.
- 1763, Guyana. 2500 Sklaven besetzten zehn Monate lang Teile von Guyana. Nachdem sie von der holländischen Armee besiegt worden waren, beging ihr Anführer Cuffy Selbstmord.
- 1765–1793, Suriname. Durchgehender Guerillakampf entflohener Sklaven. Ihr Anführer war Boni.
- 1791, Haiti. Der erfolgreichste Sklavenaufstand in der amerikanischen Geschichte wurde von François-Dominique Toussaint l’Ouverture angeführt.
- 1795, Curaçao. Ein gründlich vorbereiteter Aufstand, der am Landhaus Knip begann und nach mehr als einem Monat niedergeschlagen wurde. Der Anführer der Sklaven, Tula, wurde zu Tode gefoltert.
- 1805, Chaguaramas, Trinidad.
- 1816, Barbados. Ein Sklave namens Bussa führte rund 400 Sklaven in die Schlacht gegen ihre Herren. Wegen der überlegenen Feuerkraft der Weißen scheiterte der Aufstand. Bussa wurde in der Schlacht getötet.
- 1795 und 1823, Guyana.
- 1831–1832, Jamaika. Samuel Sharpe war schwarzer baptistischer Prediger und organisierte einen Sklavenstreik, aus dem sich ein Aufstand entwickelte. Dieser wurde innerhalb von zwei Wochen niedergeschlagen.
- 1822–1830 und 1835, Bahia, Brasilien.

### Nordamerika
In der portugiesischen Kolonie San Miguel de Gualdape (heute zwischen North Carolina und South Carolina) gab es im Jahre 1526, noch im Gründungsjahr, den ersten dokumentierten Sklavenaufstand in Nordamerika. Hier wurden auch die ersten dokumentierte afrikanischen Sklaven in Nordamerika zur Arbeit gezwungen.
In Nordamerika des 18. und 19. Jahrhunderts fanden zahlreiche Sklavenaufstände statt. Mehr als 250 Aufstände oder geplante Aufstände mit mindestens zehn Sklaven sind dokumentiert. Drei der bekanntesten sind die Aufstände von Gabriel alias Gabriel Prosser in Virginia im Jahr 1800, von Denmark Vesey in Charleston, South Carolina im Jahr 1822 und von Nat Turner in Southampton County, Virginia im Jahr 1831.
Sklavenaufstände vor der Zeit des Amerikanischen Bürgerkrieges gerieten Anfang der 1940er Jahre ins Blickfeld der Wissenschaft. Herbert Aptheker veröffentlichte die erste seriöse wissenschaftliche Arbeit zu diesem Thema. Aptheker betonte dabei das tief verwurzelte System der Ausbeutung von Sklaven in den Südstaaten. Er durchforstete die Archive und Büchereien im Süden der USA und entdeckte ungefähr 250 Vorfälle, von denen aber keiner die Intensität und Brutalität des Aufstandes von Nat Turner hatte.
Eine Besonderheit war der Angriff auf Harpers Ferry, Virginia (West Virginia existierte zu dieser Zeit noch nicht). Weiße Männer unter der Führung von John Brown töteten weiße Siedler, die Befürworter der Sklaverei waren, um auf diese Weise im Süden der USA einen Sklavenaufstand zu provozieren. Der Versuch scheiterte allerdings; ironischerweise war die erste Person, die sie töteten, ein schwarzer Sklave.
- 1712: New Yorker Sklavenaufstand 1712
- 1739: Stono-Aufstand
- 1741: New Yorker Sklavenaufstand (Provinz New York)
- 1800: Gabriels Aufstand
- 1805: Sklavenaufstand von Chatham Manor
- 1812: Sklavenaufstand an der German Coast
- 1822: Denmark Veseys Aufstand
- 1831: Aufstand unter Nat Turner
- 1839: Aufstand auf dem Schiff La Amistad[4]
- 1841: Revolte auf dem Sklavenschiff Creole
- 1859: Überfall auf Harpers Ferry unter John Brown

### Afrika
- 1808, Südafrika. Im Oktober zogen über 300 Sklavinnen von umliegenden Farmen nach Kapstadt, um ihre Freiheit einzufordern. Kurz vor der Stadt wurden sie von Soldaten abgefangen und verhaftet. Fünf Sklaven wurden als Anführer zum Tode verurteilt und hingerichtet, Dutzende weitere zum Teil zu lebenslangen Haftstrafen verurteilt.